# Джеррод Боуен
Джеррод Боуен (англ. Jarrod Bowen, 20 грудня 1996, Леомінстер) — англійський футболіст, нападник клубу «Вест Гем Юнайтед».
Виступав, зокрема, за клуб «Галл Сіті».

## Клубна кар'єра

### «Герефорд Юнайтед»
Народився 20 грудня 1996 року в місті Леомінстер. Вихованець юнацької команди футбольного клубу «Герефорд Юнайтед». 22 березня 2014 року Джеррод у сімнадцятирічному віці дебютував у складі «Герефорд Юнайтед», в програному матчі 0–2 проти «Барнета». 21 квітня 2014 року Боуен відзначився першоим голом в переможній домашній грі 3–2 проти «Альфретон Таун».

### «Галл Сіті»
Після того, як «Герефорд Юнайтед» вибув з Футбольної Конференції в червні 2014, Джеррод підписав контракт з клубом Прем'єр-ліги «Галл Сіті». Під час передсезонної підготовки нападник продемонстрував вражаючи результати та 23 серпня дебютував у переможному матчі 3–1 Кубка ліги над «Ексетер Сіті». 7 листопада 2016 року Боуен підписав новий дворічний контракт з «Галлом».
5 серпня 2017 року Джеррод відкрив лік забитим голам в гостях проти «Астон Вілли», гра завершилась внічию 1–1. У вересні 2017 року Боуен та клуб підписали новий контракт до червня 2020 року. У сезоні 2017–18 нападник відзначився 15 разів, завдяки чому став найкращим бомбардиром «Галла». На щорічній церемонії нагородження за підсумками сезону 8 травня 2018 року Боуен отримав дві нагороди: Найкращий гравець року за версією вболівальників «Галл Сіті» та Найкращий гравець року за версією гравців.
У грудні 2018 року Боуен був номінований на нагороду «Гравець місяця Чемпіоншип». У березні 2019 року обраний до складу команди-зірок чемпіонату сезону 2018–19. За підсумками сезону 2018–19 Джеррод знову став найкращим бомбардиром клубу. 7 травня 2019 року на щорічній церемонії нагородження за підсумками сезону він знову став найкращим за обома версіями, як вболівальників так і гравців.
27 листопада 2019 року Боуен забив свій 50-й гол за «Галл Сіті» в домашній переможній грі 4-0 над командою «Престон Норт-Енд». 1 січня 2020 року на виїзді проти «Шеффілд Венсдей» 1-0 Боуен забив останній гол у складі «тигрів».

### «Вест Гем Юнайтед»
31 січня 2020 року Боуен приєднався до складу клубу «Вест Гем Юнайтед». 29 лютого 2020 року, у своєму першому матчі за «Вест Гем», Боуен забив свій перший гол за клуб у переможній грі 3–1 проти «Саутгемптона».
27 вересня 2020 року Боуен забив свої перші голи в сезоні 2020–21, відзначившись двічі в пережному матчі 4–0 проти «Вулвергемптон Вондерерз»; перша перемога «Юнайтед» у першості. За тиждень 4 жовтня 2020 року Джеррод відзначився втретє у виїзній перемозі 3–0 проти «Лестер Сіті». У другій половині сезону Боуен тричі поспіль відзначився забитими голами у нічийному матчі 3–3 проти «Арсеналу» та в двох переможних 3–2 відповідно над «вовками» та «Лестером».
21 жовтня 2021 року Джеррод забив свій перший гол у європейському турнірі, а саме Лізі Європи в переможній грі 3–0 проти «Генка». 8 травня 2022 року нападник зробив дві результативні передачі проти «Норвіч Сіті», ставши першим гравцем «Вест Гема», який забив десять голів і зробив десять результативних передач за один сезон після Паоло Ді Каніо в сезоні 1999–2000 років. Через день Боуен був названий найкращим гравцем сезону за версією «Вест Гема». Джеррод завершив сезон, як найкращий бомбардир «Вест Гема».
26 лютого 2024 року в матчі Прем'єр-ліги проти «Брентфорда» оформив перший в своїй кар'єрі хет-трик, а також перший для «Вест Гем Юнайтед» з липня 2020 року, коли Майкл Антоніо відзначився чотирма м'ячами проти «Норвіч Сіті».

## Виступи за збірну
2022 року дебютував в офіційних матчах у складі національної збірної Англії.
| Дата       | Місто         | Господарі | Результат | Гості     | Турнір                               | Голи | Примітки |
| ---------- | ------------- | --------- | --------- | --------- | ------------------------------------ | ---- | -------- |
| 4-6-2022   | Будапешт      | Угорщина  | 1 – 0     | Англія    | Ліга націй УЄФА 2022-2023 - 1-й етап | -    |          |
| 7-6-2022   | Мюнхен        | Німеччина | 1 – 1     | Англія    | Ліга націй УЄФА 2022-2023 - 1-й етап | -    | 80'      |
| 11-6-2022  | Вулвергемптон | Англія    | 0 – 0     | Італія    | Ліга націй УЄФА 2022-2023 - 1-й етап | -    | 66'      |
| 14-6-2022  | Вулвергемптон | Англія    | 0 – 4     | Угорщина  | Ліга націй УЄФА 2022-2023 - 1-й етап | -    | 46'      |
| 13-10-2023 | Лондон        | Англія    | 1 – 0     | Австралія | товариський матч                     | -    |          |
| Усього     |               | Матчів    | 5         |           | Голів                                | 0    |          |

## Титули і досягнення

### Клубні
«Вест Гем Юнайтед»
- Переможець Ліги конференцій: (1): 2023

### Особисті
- «Галл Сіті» гравець року за версією вболівальників: 2017–18[15]
- «Галл Сіті» гравець року за версією гравців: 2017–18[15]
- Гравець місяця Чемпіоншип: грудень 2018,[31] листопад 2019[32]
- Команда всіх зірок EFL: 2018–19[33]
- «Вест Гем Юнайтед» гравець року: 2021–22